# テッセン
テッセン （鉄線、学名: Clematis florida）は、キンポウゲ科センニンソウ属のつる性植物。
また、クレマチスを指して「テッセン」と呼ぶこともある。

## 形態・生態
花は白色で、5〜8 cm
ほどのがく片が6つある。暑さに弱いので夏は日陰いることが多い。
越冬させることができる多年草である。

## 分布・生育地
原産地は中国で、鉄線蓮（中国語: 铁线莲、鐵線蓮 (鐵綫蓮)）と呼ばれている。日本では鉄線と呼ばれている。
1661年 - 1671年ごろ日本に移入される。ヨーロッパには1776年に紹介された。

## 人間との関わり
園芸品種がほとんどである。

## 図柄
江戸時代に現在の大阪府高槻市、摂津高槻藩主を務めた子爵永井家の一族専用家紋として鉄線紋の図柄が使われた。

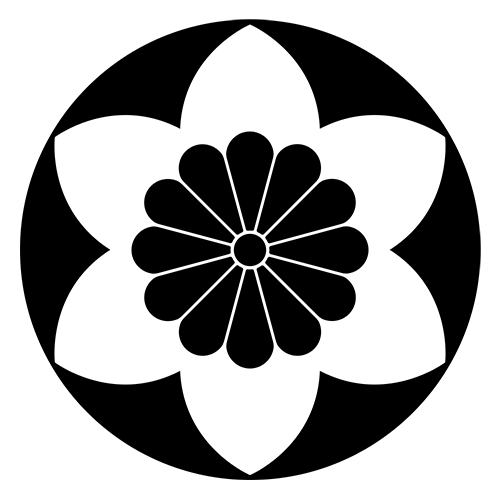
永井鉄線 (鉄線紋)